# کاخ استانداری آذربایجان شرقی

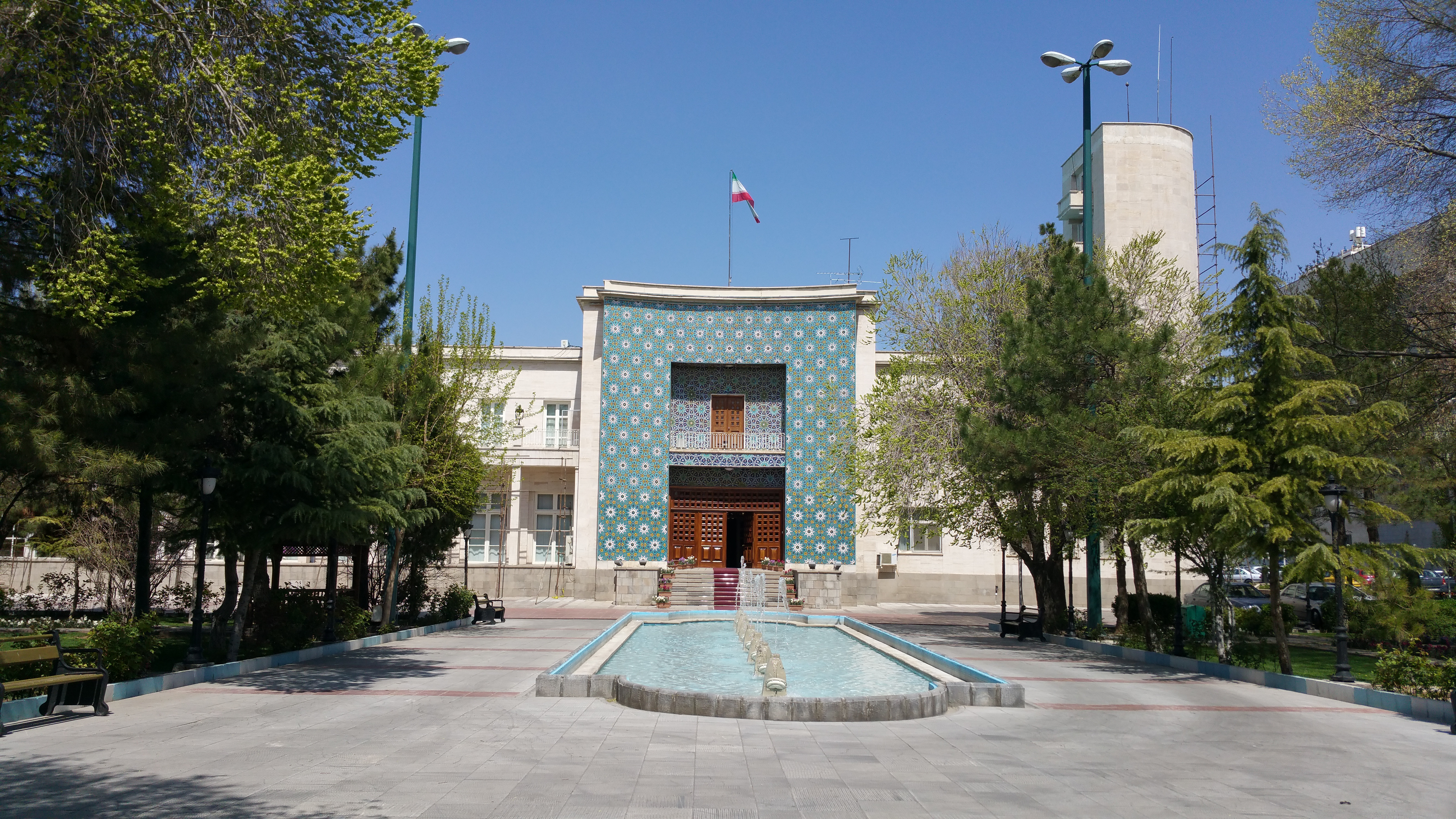
کاخ استانداری آذربایجان شرقی.

کاخ استانداری آذربایجان شرقی مقر مهم‌ترین نهاد سیاسی در استان آذربایجان شرقی، دفتر اصلی استانداری این استان، می‌باشد. محل این کاخ در مرکز شهر تبریز در میدان شهدای شهر واقع شده‌است. در دوران قاجار و پیش از آن از این کاخ به عنوان کاخ محل سکونت حاکمان محلی و شاهزادگان قاجار استفاده شده‌است.

## تاریخچه
عمارت تاریخی «شمس‌العماره» در مکان فعلی کاخ استانداری قرار داشت. شمس‌العماره ساختمانی چهارطبقه‌ای بوده که دارای عمارت کلاه‌فرنگی نیز بوده‌است. بنای آن را به «نجف‌قلی خان» پسر «مرتضی‌قلی خان» نسبت داده می‌شود. نام نخست شمس‌العماره را «درب اعلی» نامیده‌اند. در زمان عباس میرزا که به محل حکمرانی ولی‌عهد تبدیل شد به «عالی قاپو» تغییر نام داده‌شد. در دوران ولی‌عهدی ناصرالدین شاه به شمس‌العماره تغییر نام داد و نهایتاً در دورهٔ مظفرالدین شاه با تعمیر کلی بنا، عمارت حرم‌خانه را نیز بر آن افزودند. پس از انقلاب مشروطیت و فروپاشی سلسلهٔ قاجار به محل استقرار والی آذربایجان تبدیل شد. در سال ۱۳۱۲ خورشیدی این بنا آتش گرفت و بسیاری از بخش‌های قدیمی مربوط به دورهٔ زندیه وقاجاریه از بین رفتند. در دوران پهلوی اول در اثر سیل بزرگ تبریز بخش‌های دیگری از بنای تاریخی بنا از بین رفت.
باقیمانده قسمت‌های تاریخی کاخ در زمان استانداری استاندار سمیعی تخریب شد. در این زمان بر روی خرابه‌های بنای قدیمی بنایی مرمرینی برای کاخ استانداری آذربایجانشرقی ساخته شد. در زمان استانداری استاندار بیگی قسمتی از بنای جدید به عنوان موزه استانداری آذربایجان شرقی تغییر کاربری داده‌شد که در برگیرنده عکس‌ها و هدایای استانداران استان آذربایجانشرقی می‌باشد.